# Dystrykt Kitwe
Dystrykt Kitwe – dystrykt w Zambii w Prowincji Copperbelt. W 2000 roku liczył 376 124 mieszkańców (z czego 50,42% stanowili mężczyźni) i obejmował 65 409 gospodarstw domowych. Siedzibą administracyjną dystryktu jest Kitwe.